# Boatlaname
Boatlaname è un villaggio del Botswana situato nel distretto di Kweneng, sottodistretto di Kweneng East. Il villaggio, secondo il censimento del 2011, conta 1.049 abitanti.

## Località
Nel territorio del villaggio sono presenti le seguenti 31 località:
- Batshabi di 6 abitanti,
- Dikgama di 18 abitanti,
- Dithoteng di 31 abitanti,
- Gata-la-Thutlwa di 80 abitanti,
- Hubasanoko/Mmari di 105 abitanti,
- Kgalapote di 46 abitanti,
- Kgogwane di 36 abitanti,
- Kgorowe di 7 abitanti,
- Khudumatsebe di 13 abitanti,
- Lekhujwane di 11 abitanti,
- Makgwarapane di 26 abitanti,
- Mighty,
- Mmakhuu di 51 abitanti,
- Mmamekgwe di 19 abitanti,
- Mmanhatshe di 16 abitanti,
- Mmathubolo di 67 abitanti,
- Mogono/Senwane di 17 abitanti,
- Morotobolo/Dichaokeng/Kgogo di 7 abitanti,
- Morulane di 36 abitanti,
- Mosetsanamontle di 2 abitanti,
- Motswaiso di 21 abitanti,
- Pasopa,
- Pune di 17 abitanti,
- Rabasimane di 1 abitante,
- Ralephaphasela di 31 abitanti,
- Sekgwasentsho di 6 abitanti,
- Senthumole di 17 abitanti,
- Tanasegole,
- Tholatholo di 1 abitante,
- Topolisisi/Kgopasakgomo di 11 abitanti,
- Tshwaramaseila di 34 abitanti